# Sérgio Tréfaut
Sérgio Tréfaut, auch Serge Treffaut, (* 23. Februar 1965 in São Paulo, Brasilien) ist ein portugiesischer Filmregisseur.

## Leben
Tréfaut ist Sohn eines portugiesischen Vaters und einer französischen Mutter, deren wechselhaftes Leben er später in seinem Film Fleurette behandelte. Er studierte Philosophie an der Sorbonne und arbeitete im Anschluss als Journalist und Regieassistent in Lissabon. 1992 entstand seine erste eigene Arbeit, der Kurzfilm Alcibíades mit Maria de Medeiros.
Für seine Dokumentarfilme wurde er mehrfach ausgezeichnet. Sein Film Lisboetas über die neuen Einwanderer im heutigen Lissabon wurde beim IndieLisboa als bester Film ausgezeichnet und war nach Erscheinen der meistgesehene Dokumentarfilm Portugals. 2011 realisierte er mit Viagem a Portugal seinen ersten Spielfilm. Sein 2014 erschienener Dokumentarfilm Alentejo, Alentejo wurde beim IndieLisboa als bester portugiesischer Film ausgezeichnet. Das Werk porträtiert den Cante alentejano, einen traditionellen polyphonen Gesang aus dem Alentejo, der 2014 in die Liste des immateriellen Weltkulturerbes der UNESCO aufgenommen wurde.
Tréfaut leitete einige Jahre das internationale Dokumentarfilmfestival Doclisboa und war Präsident der Dokumentarfilmvereinigung Associação Portuguesa de Documentários (Apordoc).

## Filmografie
- 1991: Alcibiades
- 2000: Outro País: Memórias, Sonhos, Ilusões… Portugal 1974/1975 (Doku.)
- 2002: Fleurette (Doku.)
- 2003: ABC de Queiroz (Kurzfilm, Doku.)
- 2004: Die Neuen in Lissabon (orig.: Lisboetas, Doku.)
- 2009: The City of the Dead (orig.: A Cidade dos Mortos, Doku.)
- 2010: Waiting for Paradise (Kurzfilm)
- 2011: Viagem a Portugal
- 2014: Alentejo, Alentejo (Doku.)
- 2016: Treblinka
- 2018: Raiva
- 2021: Paraíso (Doku.)

## Preise
Outro País – Memórias, Sonhos, Ilusões… Portugal 1974/1975
- 1999: Bester portugiesischer Dokumentarfilm
- 2000: Golden Gate Award beim San Francisco International Film Festival

Fleurette
- 2002: Bester Schnitt (Doclisboa)
- 2003: Grand Prix – Les Ecrans Documentaires (Frankreich)
- 2006: Bester grenzüberschreitender Film (Extrema’doc Cáceres, Spanien)

Lisboetas
- 2004: Bester portugiesischer Film (Indie Lisboa)
- 2007: Bester Dokumentarfilm (Uruguay International Film Festival)
- 2007: Bester Regie und Bester Schnitt (Cineport, Brasilien)

A Cidade dos Mortos
- 2010: Bester spanischer Film (Documenta Madrid)

Alentejo, Alentejo
- 2014: Bester portugiesischer Film, TAP-Preis als bester portugiesischer Dokumentarfilm (Indie Lisboa)